# Đại học Princeton
Viện Đại học Princeton (tiếng Anh: Princeton University), còn gọi là Đại học Princeton, là một viện đại học tư thục tọa lạc ở Princeton, New Jersey, Hoa Kỳ. Princeton là viện đại học xếp thứ tư trong các trường và viện đại học cổ xưa nhất ở Hoa Kỳ và một trong tám trường và viện đại học của Ivy League.
Được thành lập tại Elizabeth, New Jersey vào năm 1746 và mang tên Trường Đại học New Jersey (College of New Jersey), trường được dời về Newark năm 1747, sau đó về Princeton năm 1756 và đổi tên thành Viện Đại học Princeton (Princeton University) vào năm 1896. Trường hiện nay mang tên Trường Đại học New Jersey ở gần Ewing, New Jersey không có liên hệ gì với Viện Đại học Princeton. Princeton là một trong tám trường Ivy League, và một trong chín trường đại học thời thuộc địa được thành lập trước cuộc cách mạng Mỹ.

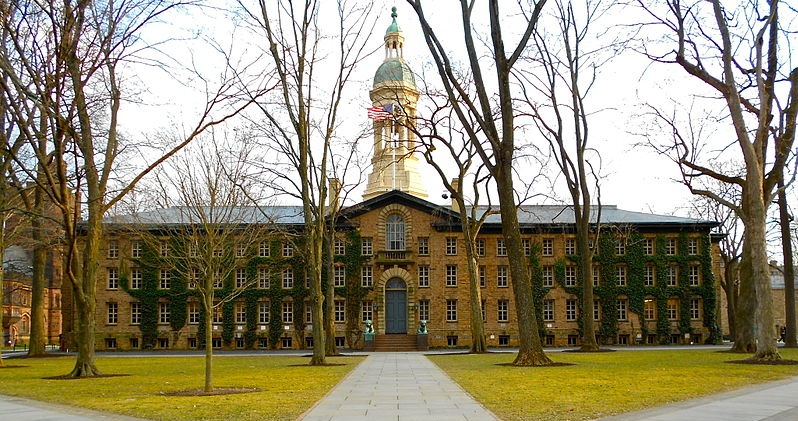
Hội trường Nassau

Princeton cung cấp nhiều chương trình nghiên cứu sau đại học (đáng kể nhất là chương trình Tiến sĩ), và xếp hạng tốt nhất trong nhiều ngành, bao gồm toán, vật lý, thiên văn và vật lý plasma, kinh tế, lịch sử và triết học. Tuy vậy, trường không có một loạt các khoa đào tạo sau đại học như nhiều đại học khác — ví dụ, Princeton không có trường y khoa, trường luật khoa, hay trường quản trị kinh doanh. Trường chuyên nghiệp nổi tiếng nhất là Trường Quan hệ Quốc tế và Công vụ Princeton (thường được học sinh gọi là "Woody Woo") thành lập năm 1930. Trường cũng có các chương trình sau đại học trong các ngành kỹ thuật, kiến trúc và tài chính.
Thư viện trường có hơn 11 triệu đầu sách. Thư viện chính của trường, thư viện Firestone, chứa khoảng 4 triệu cuốn sách, là một trong những thư viện đại học lớn nhất trên thế giới (và trong các thư viện lớn nhất có "các kệ sách mở" đã từng tồn tại). Trong bộ sưu tập của nó có cả những bản sách vô giá như tập bài thuyết pháp Blickling. Bên cạnh Firestone, trường còn có nhiều thư viện chuyên ngành, bao gồm kiến trúc, lịch sử nghệ thuật, nghiên cứu Đông Á, kỹ thuật, địa lý, ngoại giao và chính sách công và nghiên cứu Cận Đông.
Princeton xếp hạng 10 với số điểm 96.10 trong bảng xếp hạng các trường đại học trên thế giới năm 2013 
Hiện nay vào năm 2026 Princeton xếp hạng 1 với điểm trung bình SAT là 1540 điếm

## Nhân vật nổi tiếng
Trong số những người Việt nổi tiếng có Thiền sư Thích Nhất Hạnh từng đến nghiên cứu về tôn giáo so sánh (comparative religion) ở viện đại học này trong thập niên 1960.